# Dynaco Lede
Dynaco Lede is een volleybalclub uit Lede.

## Geschiedenis
De club werd opgericht in 1972 als VC Leeuwerik Lede, dat ontstond uit het 4 jaar eerder geopende jeugdhuis Leeuwerik Lede. In 2003 richtte Dynaco Lede een jeugdwerking op. Sinds 2010 is de club een VZW en in 2011 is de naam gekoppeld aan de naamsponsor, de firma Dynaco Europe in Moorsel.

## Competitie

### Jeugd

#### Jongens
In het seizoen 2013/2014 had Dynaco Lede bij de jongens een preminiemen-, een miniemen-, een cadetten- en een scholierenploeg.
De miniemen, scholieren en cadetten spelen in de provinciale reeksen.

#### Meisjes
In het seizoen 2013/2014 had Dynaco Lede bij de meisjes een preminiemen-, twee miniemen-, een cadetten- en een scholierenploeg.
De scholierenploeg speelden in de provinciale reeksen.

### Heren
In het seizoen 2013/2014 had Dynaco Lede twee herenploegen. Een ploeg startte in 1ste provinciale en een ploeg in 3de provinciale.

### Dames
In het seizoen 2013/2014 had Dynaco Lede een damesploeg in 3de provinciale.

### VOBOG
Dynaco Lede heeft vijf vobogploegen. Ze heten De Bloritten, De Kater, The Leedies, Divas en Vollee.

## Palmares
Jongens

Competitie (Oost-Vlaanderen)
- 1 maal regionaal kampioen bij de preminiemen in 2005/2006.
- 2 maal regionaal kampioen bij de miniemen in 2007/2008 en 2009/2010.
- 1 maal regionaal kampioen bij de cadetten in 2007/2008 en 1 maal provinciaal kampioen bij de cadetten in 2011/2012.
- 2 maal provinciaal kampioen bij de scholieren in 2009/2010 en in 2010/2011.
- 1 maal provinciaal kampioen bij de junioren in 2011/2012.

Beker (Oost-Vlaanderen)
- 1 bekerfinale bij de cadetten in 2007/2008.
- 1 bekerfinale bij de scholieren in 2010/2011.
- 1 maal bekerwinst bij de scholieren in 2012/2013.
- 1 maal provinciale bekerwinst bij de heren in 2013/2014.

Meisjes

Competitie (Oost-Vlaanderen)
- 1 maal regionaal kampioen bij de cadetten in 2011/2012.
- 1 maal regionaal kampioen bij de scholieren in 2009/2010.

Club

- In 2010 ontving Dynaco Lede de prijs van "sportclub van het jaar" van de sportdienst van de gemeente Lede.[2]
- In 2009, 2010 en 2011 mocht de club een "zilveren label" van het jeugdsportfonds van de VVB in ontvangst nemen.[3]
- In 2012 verkreeg de club een "gouden label" van het jeugdsportfonds.[4]